# Quentin Sanzo
Quentin Sanzo (n. 30 iunie 2002) este un bober ce a reprezentat Liechtenstein. A participat la Jocurile Olimpice de iarnă pentru tineret din 2020 în care a câștigat o medalie de bronz.

## Participări
Lista de mai jos prezintă principalele competiții la care a participat Quentin Sanzo de-a lungul carierei.
- Jocurile Olimpice de iarnă pentru tineret din 2020[*][1]